# Artur Olech
Artur Olech (ur. 22 czerwca 1940 we Lwowie, zm. 13 sierpnia 2010 we Wrocławiu) – polski bokser, dwukrotny wicemistrz olimpijski, oficer Milicji Obywatelskiej.

## Życiorys
Walczył w wadze muszej i koguciej. Największe sukcesy odniósł w kategorii muszej. Dwukrotnie wystąpił na igrzyskach olimpijskich (w Tokio 1964 i Meksyku 1968), oba razy dochodząc do finału i zdobywając srebrny medal. Jego zwycięzca z Tokio Włoch Fernando Atzori był potem zawodowym mistrzem Europy.
Olech startował także w mistrzostwach Europy: w Bukareszcie 1969 zdobył brązowy medal w wadze muszej.
Czterokrotnie był mistrzem Polski (1962, 1963, 1965 i 1966) w wadze muszej, a raz wicemistrzem (1964 – przegrał w finale ze swym bratem bliźniakiem Zbigniewem). 
Stoczył w ringu 315 walk, z których przegrał tylko 12.
Przez większą część kariery reprezentował Gwardię Wrocław, pozostawał na etacie milicyjnym, później w policji, gdzie jako oficer znalazł po zakończeniu kariery sportowej zatrudnienie (nauczyciel wychowania fizycznego).
Jego brat bliźniak Zbigniew także był czołowym pięściarzem w kategorii muszej, trzykrotnym mistrzem Polski.
Poza boksem ukończył pedagogikę na Uniwersytecie Wrocławskim. Przez wiele lat był oficerem Milicji Obywatelskiej (w stopniu majora).
Według przekazów podczas służby 31 sierpnia 1982 roku, w trakcie stanu wojennego, został zaangażowany do rozpędzania demonstracji zorganizowanej w drugą rocznicę podpisania porozumień sierpniowych przez NSZZ „Solidarność”. Miał być jedną z osób używających ostrej amunicji i odpowiedzialnym za zastrzelenie Kazimierza Michalczyka. Z uwagi na śmierć Olecha śledztwo w tej sprawie zostało umorzone.
Pochowany na Cmentarzu Osobowickim we Wrocławiu.

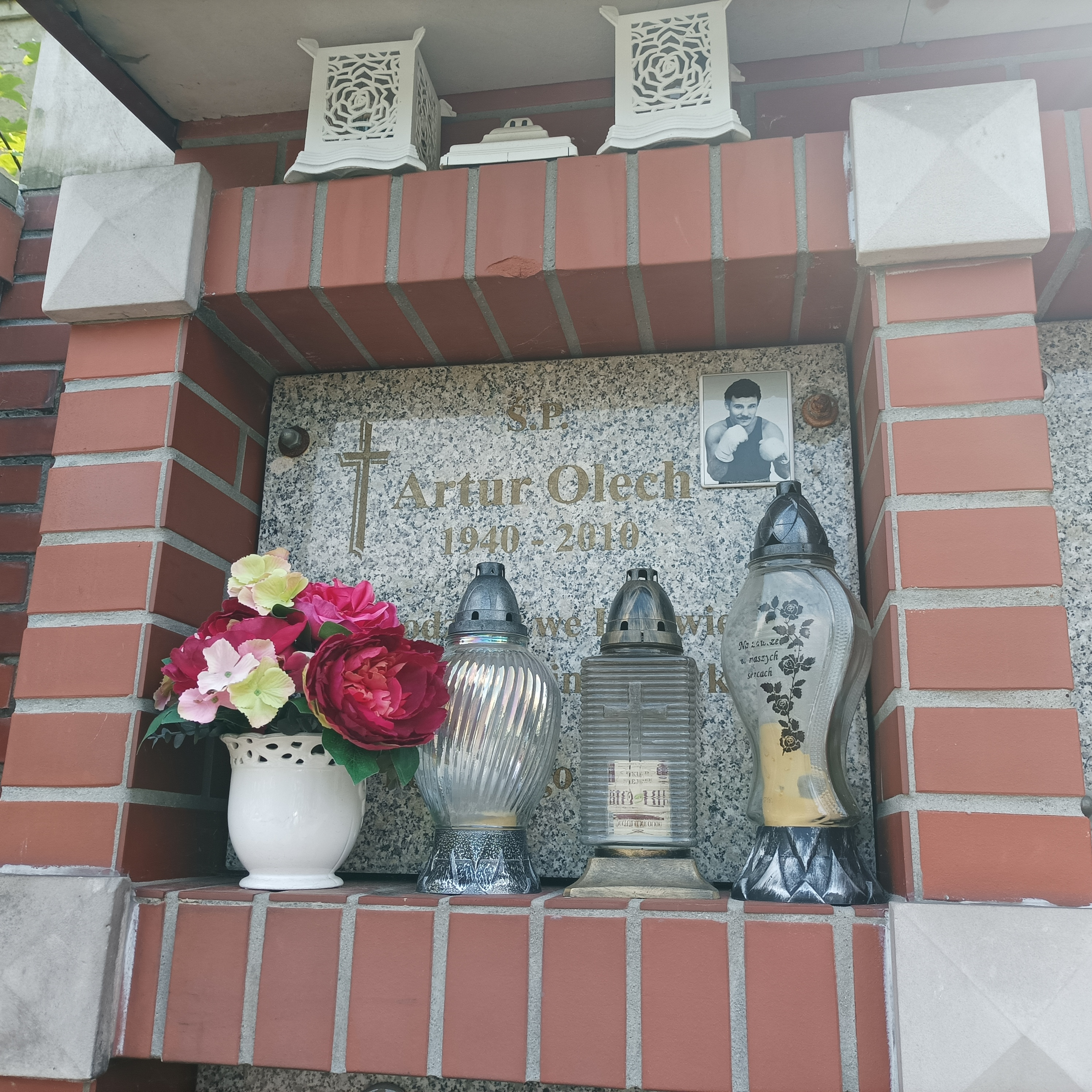
Grób Artura Olecha na Cmentarzu Osobowickim